# Тетрапілон

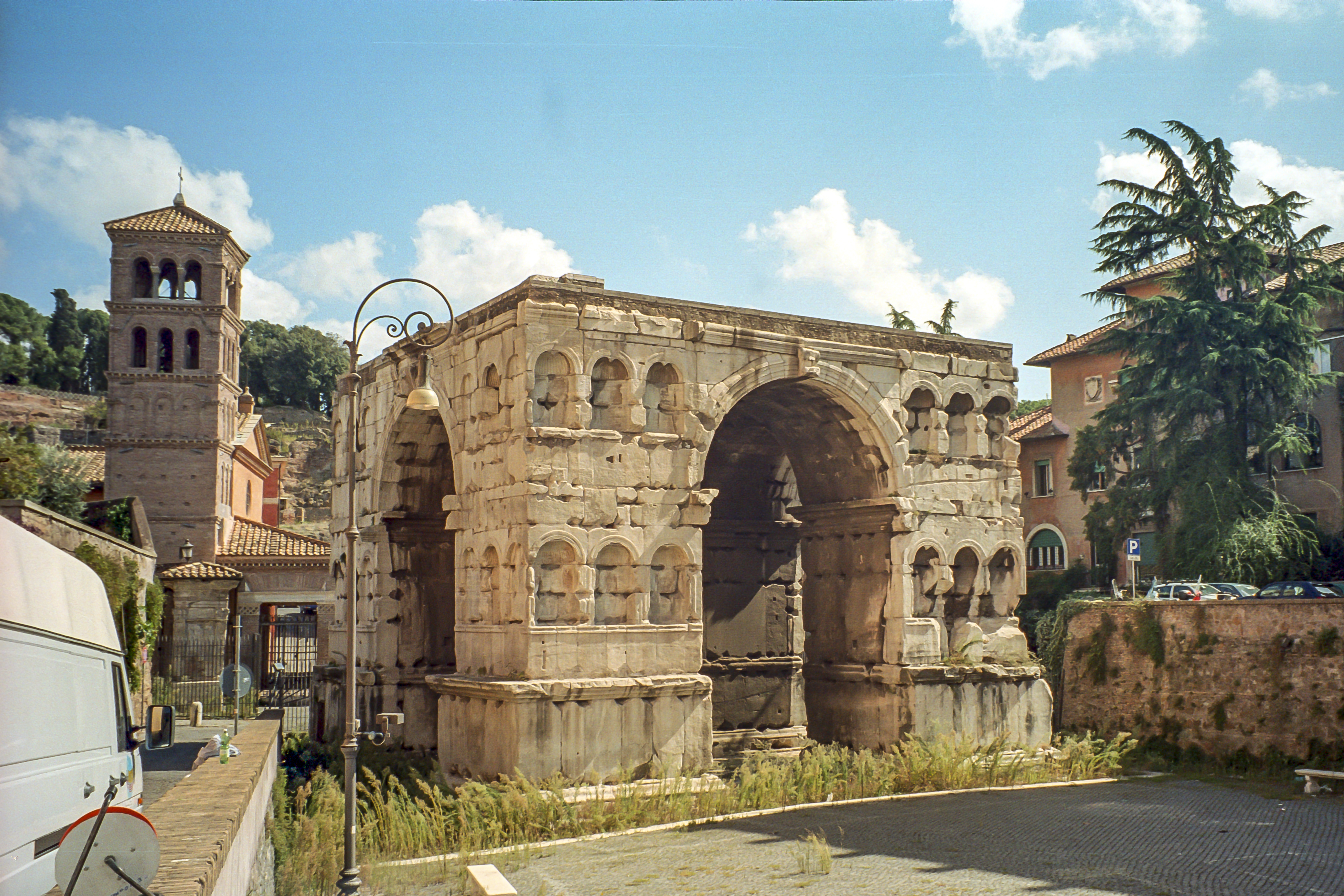
Арка Януса, Рим

Тетрапілон, тетрапіл (грец. τετράπυλον від τετρας — чотири і πυλος — ворота, вхід), званий також арка квадріфронс (лат. arcus quadrifrons) — арка, що має чотири входи, за часів Античності використовувалась для монументального оформлення перехресть, площ, підходів до найбільш значущих суспільних споруд міст і поселень.

## Походження

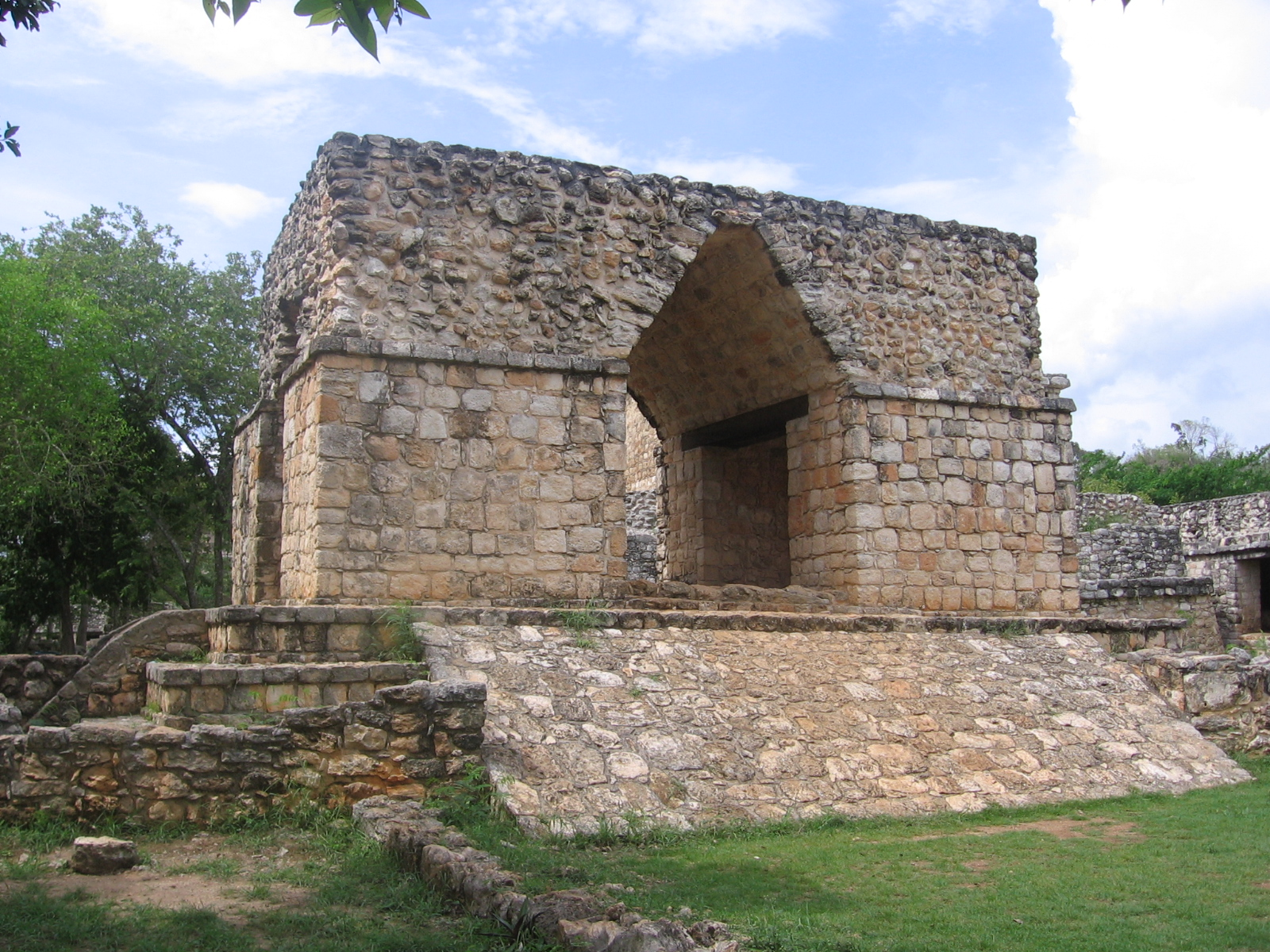
Спорудження в місті Ек-Балам (Мексика)

Тетрапілон як стійкий морфотип парадно-меморіальної споруди, характерний для міст і укріплених поселень римських провінцій, безпосередньо не сходить ні до одного з архітектурних типів попередніх епох і таким чином є оригінальним нововведення римських зодчих і містобудівників. Древні греки використовували дипілон як оборонну споруду. Найбільш близьким аналогом римсько-візантійського тетрапілона був перський чахартак (čahārṭāq), найбільш ранні згадки якого відносяться до періоду становлення династії Сасанідів. У зв'язку з цим також відзначається, що саме перське назва «чахартаг» фактично є лексичної калькою давньогрецького слова «тетрапілон». Прямий зв'язок між названими типами споруд, проте, простежити не вдається, оскільки останні значно відрізнялися від перших за функціональним призначенням і не були частинами архітектурних ансамблів поселень або некрополів. З іншого боку, типи споруд, ідентичні тетрапілонам як за формою, так і за функціями, могли виникати в архітектурі різних, часом зовсім ізольованих один від одного, народів. В наші дні була відтворена одна з таких споруд — вхідна група в майяському місті Ек-Балам.
Першоджерела:
- Письмові: Іоанн Малала у праці «Хронограф» описує будівництво тетрапілону в Антіохії Сирійській[1]. Опис тієї ж споруди зустрічається у Лібанія:

Від чотирьох з'єднаних одна з одною у вигляді чотирикутника арок, як від пупа, простягаються в кожну країну неба, чотири пари портиків, як у чотирирукої статуї Аполлона. З них три, дійшовши до стіни, з'єднуються з огорожею, четверта коротше, але красивіше, наскільки коротша, як би йде на зустріч палацу, зупиняється поблизу, стаючи йому замість пропілеїв.— Лібаній. Похвала Антіохії.
- Іконографічні: рельєфне зображення тетрапілона присутнє на аттику тріумфальної арки Костянтина в Римі.[3]

## Типологія
Уривки Болл (Вірвік Болл) в своїй праці «Рим на Сході: Переродження імперії» (Rome in the East: The Transformation of an Empire) класифікує тетрапілони за морфологічними і функціональними ознаками:
- відкритий тетрапілон, правильніше — тетракіоніон (τετρακιόνιον pl. τετρακιόνια) або тетрастілон (τετράστυλον)[5], споруда з чотирьох окремо розташованих стовпів або кіосків.
- критий або справжній тетрапілон
  - цивільного призначення
  - похоронного призначення

Зменшені копії тетрапілонів в епоху Стародавнього Риму часто використовувалися в якості елементів поховальних споруд. Збереженими прикладами такого використання є мавзолей Юліїв в Гланумі (сучасний Сен-Ремі-де-Прованс, Франція), гробниця 22EN некрополя біля Нуцерійських воріт в Помпеях і інші. Подальший розвиток надгробний тетрапілон отримав у ранньохристиянській архітектурі, спочатку виконуючи роль символічного покажчика, що розміщувався всередині храмів-усипальниць (лат. Martyria) над передбачуваним або реальним місцем спочинку святого, в подальшому ж, поступово втративши початковий траурний сенс, став традиційним елементом внутрішнього простору храмів, які виконують ряд специфічних функцій, нині відомим як «ківорій».

## Особливості розміщення

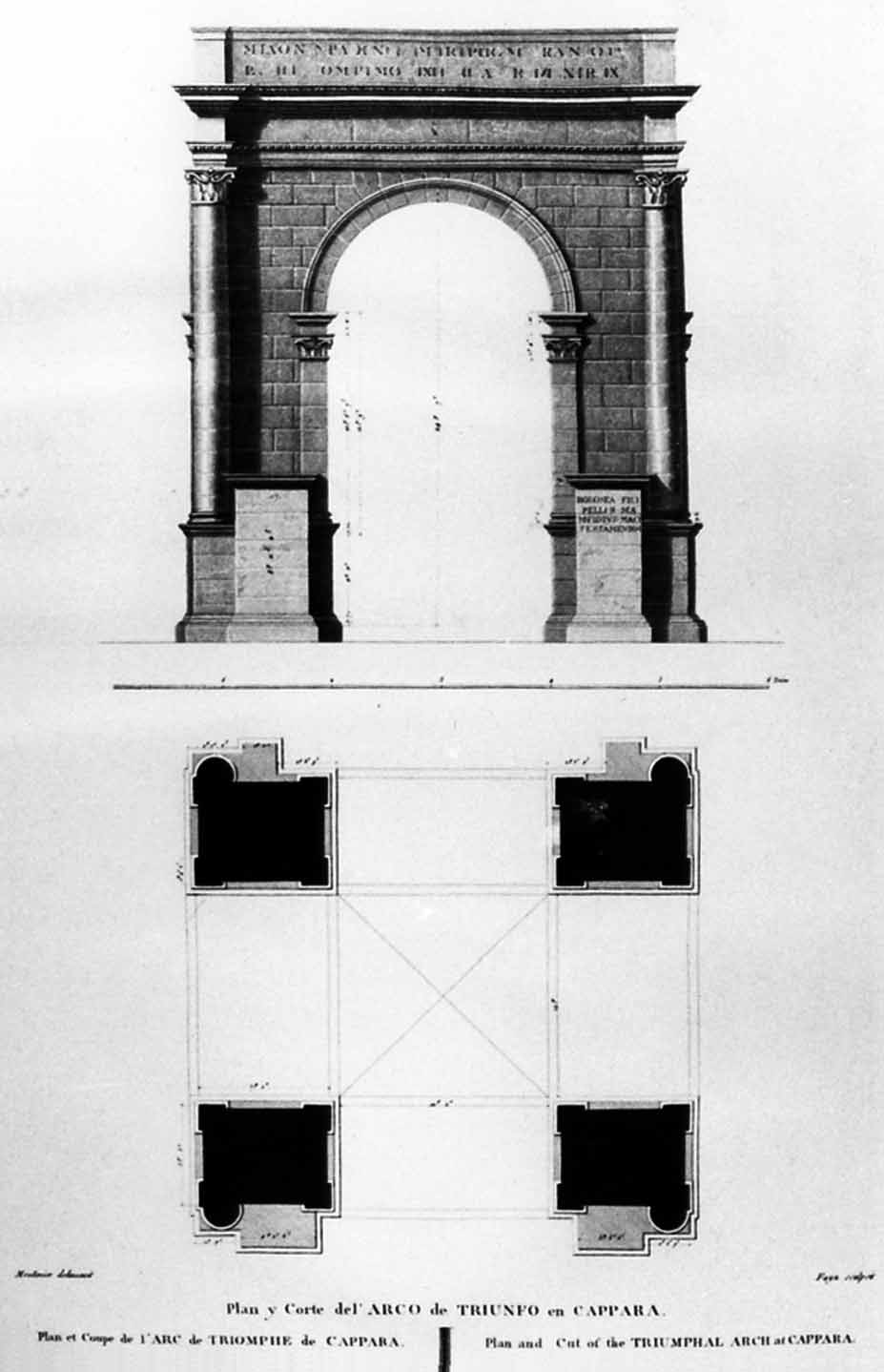
Тетрапілон в Капарі, Іспанія (реконструкція А. Лаборду)

Тетрапілони грали роль містобудівних акцентів, які розміщувалися на перетині осей головних вулиць міста. Виділяють три найбільш типові варіанти вирішення планувальних вузлів з використанням тетрапілонов:
- повне перехрестя (лат. quadrivium) — місце перетину вулиць виділяється круглою площею, також обнесену колонами, в центрі якої розташовується тетракіоніон (Гераса) або, рідше, справжній тетрапілон (Константинополь).
- Т-подібне примикання — найтиповіший варіант, при якому одна з вулиць — decumanus maximus (вулиця, що простягається зі сходу на схід) — проходила крізь тетрапілон, а інша — cardo maximus (вулиця, що простягається з півночі на південь) — проходила крізь тетрапілон, а інша — обмежувалася однією з його сторін. Протилежна сторона тетрапілона при цьому, як правило, служила парадним входом на форум (Сармізегетуза і Капарра). Укріплені поселення — каструми — мали в цілому аналогічну структуру з тією різницею, що в ній місце форуму займав преторій, а головні дороги іменувалися відповідно via principalis і via praetoria (Іска і Ламбез).

## Конструкція і архітектурний декор
Тетрапілони зводилися на масивних підставах, які переходили іноді в подіум зі сходами. За планом були близькі до квадрату, втім, співвідношення сторін доходило в окремих випадках (Рутупіі; Салоніки; Верона) до 1:2. Значна частина тетрапілонів мала витягнуті у висоту пропорції, тому часто порівнювалися з вежами. Будівельним матеріалом для фундаменту і зовнішніх поверхонь тетрапілона служили прямокутні блоки мармуру, граніту, туфу або пісковика. Простір між зовнішніми поверхнями і внутрішніми склепіннями, які могли бути як хрестовими (Капара; Мальборгетто), так і вітрильними (Гераса, Північний тетрапілон; арка Януса), заповнювався бутовим каменем, скріплювалися вапняним розчином. Кам'яна конструкція мала пласке завершення, іноді доповнюючи шатровим покриттям з більш легкого матеріалу або увінчуючи скульптурною композицією, наприклад, квадригою (Рутупії). Одним з найбільш незвичайних прикладів завершення тетрапілона є так звана «Піраміда» у В’єнні, можливо імітувала форму давньоєгипетських обелісків. Один з прорізів тетрапілона міг бути фланкуватися статуями, розташованими на п'єдесталах приблизно на рівні очей перехожих (Капара, реконструкція 1972 року). Найбільш типовими елементами зовнішнього художньо-декоративного оздоблення тетрапілонів, як і інших типів тріумфальних арок, були фронтони, справжні і розірвані (Лептіс-Магна, арка Септимія Севера), скульптурні фризи (Лептіс-Магна, арка Септимія Севера), плити з присвятними написами (Капара, Сермізегетуза), напівколони, пілястри (Рутупії) і стоячі на незначному віднесенні від площин фасадів декоративні колони (Тевест; Лептіс-Магна, арка Траяна). Останні часто були ритмічним продовженням колонадних вулиць, що підходили до тетрапілону з трьох або чотирьох сторін. Зовні тетрапілони фарбувалися вохрою (Капара) або покривалися металевими листами: мідними, бронзовими, в окремих випадках (Константинополь) — золотими.
Оскільки тетрапілони розташовувалися на перетині інтенсивних людських потоків, цілком природно, що їм, як і тріумфальним аркам, відводилася роль найважливіших засобів монументальної пропаганди, навігації та інформації, або, як казав професор Д. Клейнер, білбордів античних міст. Відомий випадок, коли римський імператор Юліан II Відступник в 363 році, перебуваючи в Антіохії, у відповідь на критику з боку місцевих жителів «опублікував» сатиричний памфлет власного виробництва, розмістивши текст на міському тетрапілоні.
| Арка Септимія Севера в Лептіс-Магне, Лівія: загальний вигляд і фрагменти скульптурного фриза |  |  |  |  |  |  |
|                                                                                              |  |  |  |  |  |  |

## Класичні тетрапілони

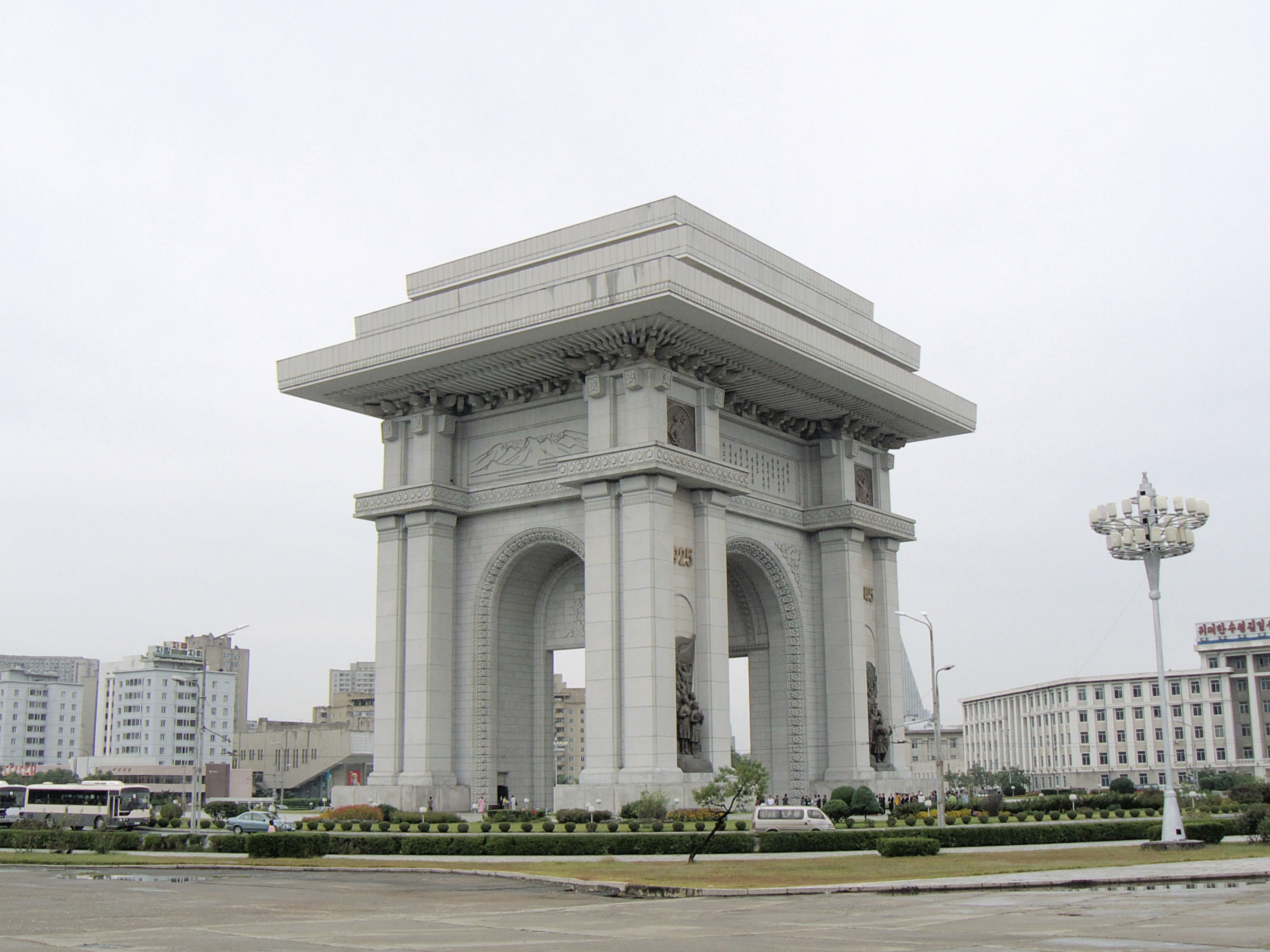
Тріумфальна арка в Пхеньяні, КНДР

- Арка Януса в Римі
- Арка Мальборгетто, околиця Риму (292—305 роки). Розміри основи у вісях — 14,86×11,87 м. Спочатку це був тетрапілон, розташований на перетині Фламінієвої дороги з другорядною магістраллю, імовірно на подобу сучасної кільцевої розв'язки. В епоху Середньовіччя перебудована в фортецю, одночасно виконувала функції храму. Пізніше будова стала особняком у складі приватної садиби. Частково відреставрована в 1984-88 рр.[3]
- Арка Марка Холконія Руфа[20] або «тетрапілон Холконіїв» (правильніше — тетракіоніон) в Помпеях, Італія[21]
- Тетрапілон в Анксурі (нині — Террачина, Італія)
- Два тетрапілони в Геркуланумі (нині — Ерколано, Італія)[22]
- Арка Гаві[ru] у Вероні, Італія[23][24]
- Хайдентор[de] (від нім. heydnisch Tor — «язичницькі ворота») в Карнунті, Австрія. Зведений у 354—361 рр. в честь імператора Констанція II[25]
- «Піраміда» у В'єнн, Франція[26]
- Арка в Кавайоні[fr], Прованс, Франція[27]
- Тетрапілон в Капарі, Естремадура, Іспанія[28]
- Римський тетрапілон в Іскі (пізніше — Каерлеон[en], Уельс, Велика Британія). Є найвірогіднішим прототипом «вежі величезних розмірів», описаною Гіральдом Камбрійським у праці «Подорож по Уельсу»[29][30]
- Римський тетрапілон в Рутупії[en] (нині — Річборо, графство Кент, Велика Британія). Зберігся фундамент і фрагменти підніжжя. Розміри основи — 26,5×14,5 м, висота — близько 25 м. Побудований в 80-90 рр. н. е.[31][32][33][34]
- Тетрапілон в Сармізегетузі, Румунія. Збереглися тільки фрагменти однієї пілястри (стовбур і капітель), фриза і плити з посвятительним написом[35][36]
- Тетрапілон в Аквінкумі (пізніше — Обуда, Угорщина). Відомий за кам'яною основою розмірами 23×23 м (за іншими даними — 26,35×26,60 м), випадково виявленій в 1973 році при будівництві торгівельного центру. Можливо, виконував функції водонапірної вежі[37]
- Тетрапілон в Гамзіграді, Сербія. Відомий за кам'яною основою, виявленій на північний схід від мавзолею Галерія[38]
- Арка Галерія, або Камара, в Солуні (нині — Салоніки, Греція)
- Міліон в Константинополі[39]
- Мідний тетрапілон в Константинополі (379—395 рр.)[40]
- Юстиніанів тетракіоніон в Ефесі, Туреччина. Колони служили постаментами для статуй чотирьох апостолів-євангелістів[41]
- Тетрапілон в Афродісії, Туреччина (200 м)[42]. Там же існував тетракіоніон, пізніше включений в структуру християнського храму-тріконха
- Тетрапілон Слонів у Антіохії Сирійській (Антіохія-на-Оронт, нині — Антак'я, Туреччина)[43][44]
- Тетрапілон в Лаодикії (нині — Латакія, Сирія)
- Тетракіоніон в Пальмірі, Сирія
- Тетракіоніон в Апамеї (Апамея-на-Оронт), Сирія[45]
- Тетракіоніон в Анджарі, Ліван[46]
- Тетрапілони в Герасі (Антіохія-на-Крізорхосі, нині — Джераш, Йорданія): Північний (справжній)[47] і Південний (тетракіоніон)[48]
- Тетрапілон в Олександрії Єгипетській[49]
- Три тетракіоніона в Антинополі, Єгипет, в тому числі так званий «Великий тетрастілон»
- Тетрастілони римського укріпленого поселення в Луксорі, Єгипет: Західний (300 м, присвячений Діоклетіану і його співправителям) і Східний (308—309 рр., Присвячений Костянтину і його співправителям)
- Арка Марка Аврелія і Луція Вера в Еа (нині — Триполі, Лівія), 163—165 рр.[50][51]
- Арка Септимія Севера в Лептіс-Магні, Лівія, 203 м[52]
- Арка Марка Аврелія в Лептіс-Магні, Лівія[53]
- Арка (тетрапілон) Траяна в Лептіс-Магні, Лівія (109—110 рр.). Розміри в плані — близько 7,10×7,10 м[54]
- Арка Каракалли в Тевесте (нині — Тебесса, Алжир) (214 м)[55]
- Тетрапілон в Ламбезі, Алжир

На даний момент відомо про археологічні знахідки, які свідчать про існування тетрапілонів або тетракіоніонів в Ювавумі (нинішній Зальцбург, Австрія), Антіохії-Гіппос або Суссу (івр. סוסיתא;‎ Ізраїль), на грецькому острові Родос.

### Середньовіччя і новий час
- Терцо-Браччо (італ. Terzo Braccio — «третя рука») — парадні ворота, що ведуть на площу перед собором Святого Петра в Римі.[59]

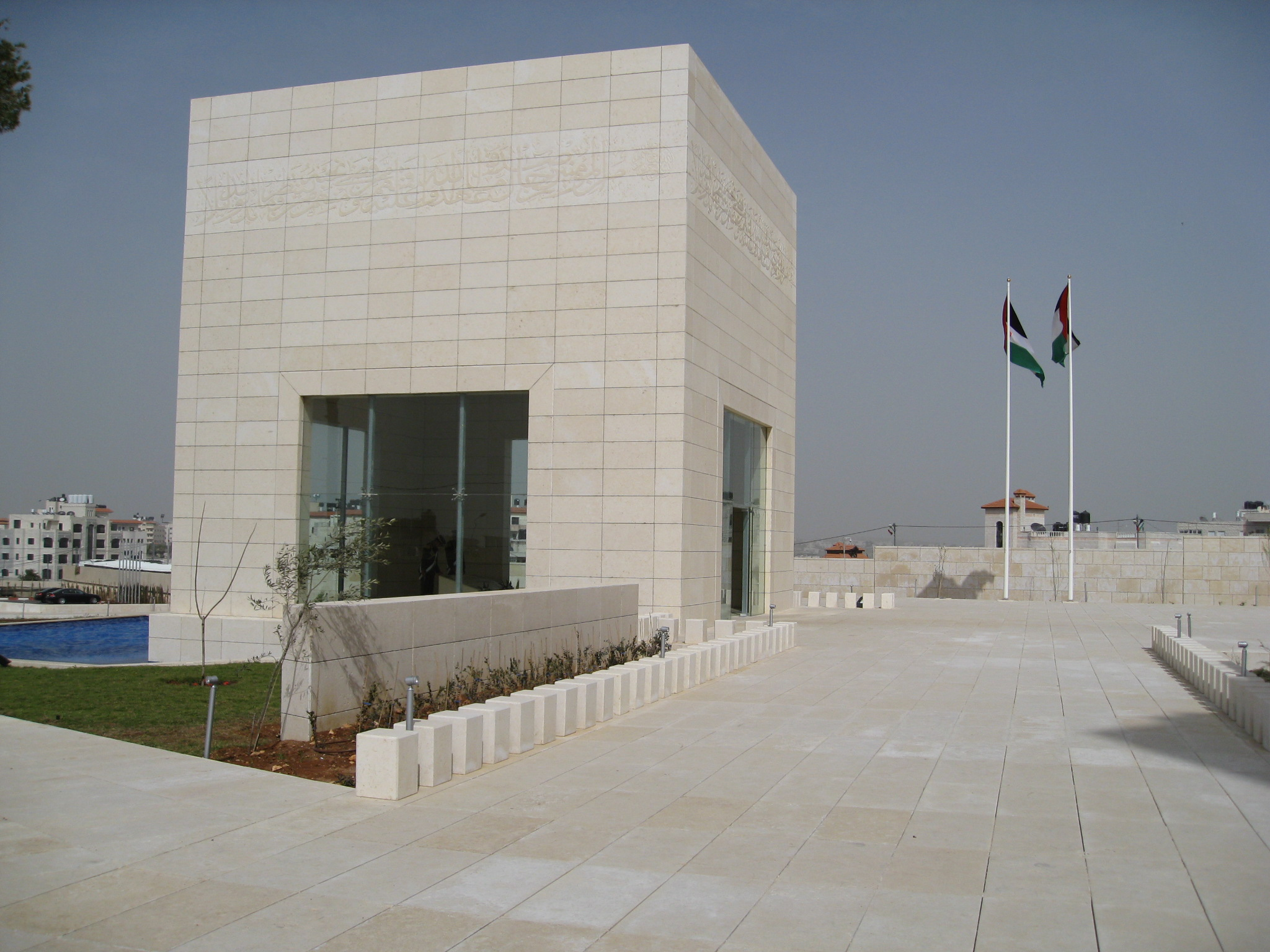
Мавзолей Ясира Арафата — алюзія похоронного тетрапілона

### Сучасність
- Проект Альберта Шпеєра — Столиця світу Германія.
- Тріумфальна арка в Пхеньяні, КНДР.
- Патусай[en] — монумент у В'єнтьяні, Лаос.[60]
- Мавзолей Ясіра Арафата в Рамаллі, Палестина.[61]
- Пам'ятник Революції[en] в Мехіко, Мексика.
- Меморіал війни Азіаго[en], Італія.

## Збереження і вивчення
- У 1988—1990 роках в Афродисії (Туреччина) зусиллями групи архітекторів на місці римського тетрапілона, який колись існував, був відтворений новий тетрапілон методом анастилоза[en], тобто з'єднання окремих збережених фрагментів пам'ятника в єдине ціле при мінімальному використанні сучасних матеріалів. В даний час тетрапілон став не тільки головною місцевою визначною пам'яткою, але і одним з туристичних символів країни.[62]
- При проведенні розкопок на місці колишньої резиденції римських імператорів в Сірмії (Сербія) були виявлені фрагменти фундаменту невідомої споруди, квадратної в плануванні, з чотирма потужними опорами по кутах, спочатку прийняті за залишки тетрапілона. Однак в ході більш детального вивчення було встановлено, що знайдені фрагменти колись належали храму, проте за ним, так і закріпилася умовна назва «Тетрапілон».[63]